# Els Trio
Els Trio is een Vlaamse actrice. Ze is vooral bekend als Gwennie uit Zone Stad en Siska De Bruyn uit F.C. De Kampioenen. 

## Televisie
- De Ridder (2013)
- GodzijDank (2007)
- Zone Stad - Gwennie Callens (2004-2007)
- Rupel - Sonja Lippens (2005)
- Flikken - Griet Verleyen (2004)
- Brutus - Eva (2004)
- Sedes & Belli - Prostituee (2003)
- F.C. De Kampioenen - Siska De Bruyn (2002) - aflevering "De nieuwe kracht" en "Psychoboma".
- F.C. De Kampioenen - Kandidate Bomababe (2001) - aflevering "De Bomababe".